# Abelianen
Abelianen of Abelieten was een Noord-Afrikaanse christelijke sekte uit de 4de eeuw die zich volledig van geslachtelijk verkeer onthield.
Man en vrouw woonden echter wel samen en adopteerden kinderen, die voor de voortzetting van de sekte moesten zorgen.
Hun naam was waarschijnlijk ontleend aan Abel, die zij als hun voorloper beschouwden.